# Théniet El Had
Theniet El Had là một đô thị thuộc tỉnh Tissemsilt, Algérie. Dân số thời điểm năm 2002 là 28.788 người.